# Канада на літніх Олімпійських іграх 2016
Канада на літніх Олімпійських іграх 2016 була представлена 314 спортсменами в 27 видах спорту. Олімпійці Канади завоювали 22 медалі з яких 4 золотих, 3 срібні та 15 бронзових.

## Медалісти
| Золото | |                                                          |           |
| №      | Спортсмени | Вид спорту (дисципліна)                                  | Дата      |
| 1      | Пенні Олексяк | Плавання (100 метрів вільним стилем (жінки))             | 11 серпня |
| 2      | Розі Макленнан | Стрибки на батуті (жінки)                                | 12 серпня |
| 3      | Дерек Друен | Легка атлетика (стрибки у висоту (чоловіки))             | 16 серпня |
| 4      | Еріка Вібе | Боротьба (вільна, до 75 кг, жінки)                       | 18 серпня |
| Срібло | |                                                          |           |
| №      | Спортсмени | Вид спорту (дисципліна)                                  | Дата      |
| 1      | Пенні Олексяк | Плавання (100 метрів батерфляєм (жінки))                 | 7 серпня  |
| 2      | Ліндсі Дженнеріч Патрісія Обі | Академічне веслування (парні двійки, легка вага (жінки)) | 12 серпня |
| 3      | Андре де Грассе | Легка атлетика (біг на 200 м, чоловіки)                  | 18 серпня |
| Бронза | |                                                          |           |
| №      | Спортсмени | Вид спорту (дисципліна)                                  | Дата      |
| 1      | Сандрін Менвіль Шанталь ван Ландегем Тейлор Рак Пенні Олексяк Мішель Вільямс | Плавання (естафета 4x100 метрів вільним стилем (жінки))  | 6 серпня  |
| 2      | Кайлі Масс | Плавання (100 метрів на спині (жінки))                   | 8 серпня  |
| 3      | Жіноча збірна Канади з регбі-7 Бріттані Бенн Ганна Дарлінг Б'янка Фарелла Джен Кіш Гіслейн Лендрі Меган Люкан Кайла Молескі Карен Пакен Келлі Расселл Ешлі Стісі Наташа Вотчем-Рой Черіті Вільямс                                                                                               | Регбі-7 (жінки)                                          | 8 серпня  |
| 4      | Мейган Банфето Розелін Фільйон | Стрибки у воду (синхронна вишка, 10 метрів (жінки))      | 9 серпня  |
| 5      | Кеннеді Госс Бріттані Маклін Пенні Олексяк Емілі Оверголт Кетрін Савард Тейлор Рак | Плавання (естафета 4x200 метрів вільним стилем (жінки))  | 10 серпня |
| 6      | Гіларі Колдвелл | Плавання (200 метрів на спині (жінки))                   | 12 серпня |
| 7      | Еллісон Беверидж Джасмін Глессер Лора Браун Джорджія Сіммерлінг Кірсті Лей | Велоспорт (командна гонка переслідування (жінки))        | 13 серпня |
| 8      | Бріанна Тейсен-Ітон | Легка атлетика (семиборство, жінки)                      | 13 серпня |
| 9      | Андре де Грассе | Легка атлетика (біг на 100 метрів, чоловіки)             | 14 серпня |
| 10     | Мейган Банфето | Стрибки у воду ( вишка, 10 м, жінки)                     | 14 серпня |
| 11     | Даміан Ворнер | Легка атлетика ( десятиборство, чоловіки)                | 18 серпня |
| 12     | Жіноча збірна Канади з футболу Стефані Лаббе Алліша Чапмен Кадейша Б'юкенен Шеліна Задорскі Ребекка Квінн Діенн Роуз Ріан Вілкінсон Даяна Матесон Жозе Беланже Ешлі Лоуренс Дезіре Скотт Крістін Сінклер Софі Шмідт Мелісса Танкреді Нішель Прінс Джанін Беккі Джессі Флемінг Сабріна Д'Анджело | Футбол ( жінки)                                          | 19 серпня |
| 13     | Ерік Ламаз | Кінний спорт (індивідуальний конкур)                     | 19 серпня |
| 14     | Аарон Браун Андре де Грассе Акім Гейнс Брендон Родні Моболаде Аджомале | Легка атлетика ( естафета 4×100 м (чоловіки))            | 19 серпня |
| 15     | Кетрін Пендрел | Велоспорт ( маунтінбайк (жінки))                         | 20 серпня |

## Спортсмени
| Дисципліна                      | Чоловіки | Жінки | Разом |
| ------------------------------- | -------- | ----- | ----- |
| Стрільба з лука                 | 1        | 1     | 2     |
| Легка атлетика                  | 28       | 38    | 66    |
| Бадмінтон                       | 1        | 1     | 2     |
| Баскетбол                       | 0        | 12    | 12    |
| Бокс                            | 1        | 2     | 3     |
| Веслування на байдарках і каное | 5        | 4     | 9     |
| Велоспорт                       | 7        | 12    | 19    |
| Стрибки у воду                  | 3        | 4     | 7     |
| Кінний спорт                    | 2        | 8     | 10    |
| Фехтування                      | 3        | 2     | 5     |
| Хокей на траві                  | 16       | 0     | 16    |
| Футбол                          | 0        | 18    | 18    |
| Гольф                           | 2        | 2     | 4     |
| Гімнастика                      | 2        | 6     | 8     |
| Дзюдо                           | 4        | 3     | 7     |
| Сучасне п'ятиборство            | 0        | 2     | 2     |
| Академічне веслування           | 12       | 14    | 26    |
| Регбі-7                         | 0        | 12    | 12    |
| Вітрильний спорт                | 5        | 4     | 9     |
| Стрільба                        | 0        | 2     | 2     |
| Плавання                        | 10       | 20    | 30    |
| Синхронне плавання              | —        | 2     | 2     |
| Настільний теніс                | 1        | 1     | 2     |
| Тхеквондо                       | 0        | 1     | 1     |
| Теніс                           | 2        | 2     | 4     |
| Тріатлон                        | 2        | 3     | 5     |
| Волейбол                        | 16       | 4     | 20    |
| Важка атлетика                  | 1        | 1     | 2     |
| Боротьба                        | 2        | 6     | 8     |
| Разом                           | 126      | 187   | 313   |

## Стрільба з лука
| Спортсмен           | Дисципліна                        | Попередній раунд | Попередній раунд | 1/32 фіналу          | 1/16 фіналу         | 1/8 фіналу         | Чвертьфінали       | Півфінали          | Фінал / БМ         | Фінал / БМ       |
| Спортсмен           | Дисципліна                        | Результат        | Сіяний           | Суперник Результат   | Суперник Результат  | Суперник Результат | Суперник Результат | Суперник Результат | Суперник Результат | Місце            |
| ------------------- | --------------------------------- | ---------------- | ---------------- | -------------------- | ------------------- | ------------------ | ------------------ | ------------------ | ------------------ | ---------------- |
| Кріспін Дуенас      | індивідуальна першість (чоловіки) | 669              | 18               | Гальяццо (ITA) W 6–5 | Гарретт (USA) L 3–7 | Завершив виступ    | Завершив виступ    | Завершив виступ    | Завершив виступ    | Завершив виступ  |
| Жорсі-Стефані Пікар | індивідуальна першість (жінки)    | 585              | 61               | Tan Y-t (TPE) L 1–7  | Завершила виступ    | Завершила виступ   | Завершила виступ   | Завершила виступ   | Завершила виступ   | Завершила виступ |

## Легка атлетика
Легенда
- Note – для трекових дисциплін місце вказане лише для забігу, в якому взяв участь спортсмен
- Q = пройшов у наступне коло напряму
- q = пройшов у наступне коло за добором (для трекових дисциплін - найшвидші часи серед тих, хто не пройшов напряму; для технічних дисциплін - увійшов до визначеної кількості фіналістів за місцем якщо напряму пройшло менше спортсменів, ніж визначена кількість)
- NR = Національний рекорд
- N/A = Коло відсутнє у цій дисципліні
- Bye = спортсменові не потрібно змагатися у цьому колі

Трекові і шосейні дисципліни
Чоловіки
| Спортсмен                                                                 | Дисципліна           | Попередній забіг | Попередній забіг | Чвертьфінал | Чвертьфінал | Півфінал        | Півфінал        | Фінал           | Фінал           |
| Спортсмен                                                                 | Дисципліна           | Результат        | Місце            | Результат   | Місце       | Результат       | Місце           | Результат       | Місце           |
| ------------------------------------------------------------------------- | -------------------- | ---------------- | ---------------- | ----------- | ----------- | --------------- | --------------- | --------------- | --------------- |
| Аарон Бравн                                                               | 100 м                | Bye              | Bye              | 10.24       | 3           | Завершив виступ | Завершив виступ | Завершив виступ | Завершив виступ |
| Андре де Грассе                                                           | 100 м                | Bye              | Bye              | 10.04       | 1 Q         | 9.92            | 2 Q             | 9.91            | 3               |
| Акім Гейнс                                                                | 100 м                | Bye              | Bye              | 10.22       | 6           | Завершив виступ | Завершив виступ | Завершив виступ | Завершив виступ |
| Аарон Бравн                                                               | 200 м                | 20.23            | 3 q              | Н/Д         | Н/Д         | 20.37           | 7               | Завершив виступ | Завершив виступ |
| Андре де Грассе                                                           | 200 м                | 20.09            | 1 Q              | Н/Д         | Н/Д         | 19.80 NR        | 2 Q             | 20.02           | 2               |
| Брендон Родні                                                             | 200 м                | 20.34            | 3                | Н/Д         | Н/Д         | Завершив виступ | Завершив виступ | Завершив виступ | Завершив виступ |
| Брендон Мак-Брайд                                                         | 800 м                | 1:45.99          | 1 Q              | Н/Д         | Н/Д         | 1:45.41         | 6               | Завершив виступ | Завершив виступ |
| Ентоні Романів                                                            | 800 м                | 1:47.59          | 6                | Н/Д         | Н/Д         | Завершив виступ | Завершив виступ | Завершив виступ | Завершив виступ |
| Натан Бреннен                                                             | 1500 м               | 3:47.07          | 4 Q              | Н/Д         | Н/Д         | 3:40.20         | 7 q             | 3:51.45         | 10              |
| Чарльз Філібер-Тібуто                                                     | 1500 м               | 3:40.04          | 8 q              | Н/Д         | Н/Д         | 3:40.79         | 9               | Завершив виступ | Завершив виступ |
| Мохаммед Ахмед                                                            | 5000 м               | 13:21.00         | 6 q              | Н/Д         | Н/Д         | Н/Д             | Н/Д             | 13:05.94        | 4               |
| Лукас Брачет                                                              | 5000 м               | 14:02.02         | 19               | Н/Д         | Н/Д         | Н/Д             | Н/Д             | Завершив виступ | Завершив виступ |
| Мохаммед Ахмед                                                            | 10000 м              | Н/Д              | Н/Д              | Н/Д         | Н/Д         | Н/Д             | Н/Д             | 29:32.84        | 32              |
| Джонатан Кабрал                                                           | 110 м з бар'єрами    | 13.63            | 4 Q              | Н/Д         | Н/Д         | 13.41           | 4 q             | 13.41           | 6               |
| Секу Каба                                                                 | 110 м з бар'єрами    | 13.70            | 8                | Н/Д         | Н/Д         | Завершив виступ | Завершив виступ | Завершив виступ | Завершив виступ |
| Метью Г'юз                                                                | 3000 м з перешкодами | 8:26.27          | 4 q              | Н/Д         | Н/Д         | Н/Д             | Н/Д             | 8:36.83         | 10              |
| Тейлор Мілн                                                               | 3000 м з перешкодами | 8:34.38          | 9                | Н/Д         | Н/Д         | Н/Д             | Н/Д             | Завершив виступ | Завершив виступ |
| Кріс Вінтер                                                               | 3000 м з перешкодами | 8:33.95          | 10               | Н/Д         | Н/Д         | Н/Д             | Н/Д             | Завершив виступ | Завершив виступ |
| Аарон Бравн Андре де Грассе Акім Гейнс Брендон Родні Моболаде Аджомале[a] | 4 × 100 m relay      | 37.89            | 3 Q              | Н/Д         | Н/Д         | Н/Д             | Н/Д             | 37.64 NR        | 3               |
| Рейд Кулсіт                                                               | Марафон              | Н/Д              | Н/Д              | Н/Д         | Н/Д         | Н/Д             | Н/Д             | 2:14:58         | 23              |
| Ерік Гілліс                                                               | Марафон              | Н/Д              | Н/Д              | Н/Д         | Н/Д         | Н/Д             | Н/Д             | 2:12:29         | 10              |
| Еван Данфі                                                                | ходьба на 20 км      | Н/Д              | Н/Д              | Н/Д         | Н/Д         | Н/Д             | Н/Д             | 1:20:49         | 10              |
| Інакі Гомес                                                               | ходьба на 20 км      | Н/Д              | Н/Д              | Н/Д         | Н/Д         | Н/Д             | Н/Д             | 1:21:12         | 12              |
| Бенджамін Торн                                                            | ходьба на 20 км      | Н/Д              | Н/Д              | Н/Д         | Н/Д         | Н/Д             | Н/Д             | 1:22:28         | 27              |
| Матьє Білодо                                                              | ходьба на 50 км      | Н/Д              | Н/Д              | Н/Д         | Н/Д         | Н/Д             | Н/Д             | Не фінішував    | Не фінішував    |
| Еван Данфі                                                                | ходьба на 50 км      | Н/Д              | Н/Д              | Н/Д         | Н/Д         | Н/Д             | Н/Д             | 3:41:38 NR      | 4               |

a  Спортсмени who participated in the heats only and received medals.
Жінки
| Спортсменка                                             | Дисципліна           | Попередній забіг | Попередній забіг | Чвертьфінал | Чвертьфінал | Півфінал         | Півфінал         | Фінал            | Фінал            |
| Спортсменка                                             | Дисципліна           | Результат        | Місце            | Результат   | Місце       | Результат        | Місце            | Результат        | Місце            |
| ------------------------------------------------------- | -------------------- | ---------------- | ---------------- | ----------- | ----------- | ---------------- | ---------------- | ---------------- | ---------------- |
| Каміка Бінгем                                           | 100 м                | Bye              | Bye              | 11.41       | 3           | Завершила виступ | Завершила виступ | Завершила виступ | Завершила виступ |
| Крістал Еммануель                                       | 100 м                | Bye              | Bye              | 11.43       | 4           | Завершила виступ | Завершила виступ | Завершила виступ | Завершила виступ |
| Крістал Еммануель                                       | 200 м                | 22.80            | 3 Q              | Н/Д         | Н/Д         | 23.05            | 8                | Завершила виступ | Завершила виступ |
| Кімберлі Гіацинт                                        | 200 м                | DNS              | DNS              | Н/Д         | Н/Д         | Завершила виступ | Завершила виступ | Завершила виступ | Завершила виступ |
| Аліша Браун                                             | 400 м                | 52.27            | 5                | Н/Д         | Н/Д         | Завершила виступ | Завершила виступ | Завершила виступ | Завершила виступ |
| Кендра Кларк                                            | 400 м                | 53.61            | 6                | Н/Д         | Н/Д         | Завершила виступ | Завершила виступ | Завершила виступ | Завершила виступ |
| Карлін Мюїр                                             | 400 м                | 51.57            | 2 Q              | Н/Д         | Н/Д         | 51.11            | 5                | Завершила виступ | Завершила виступ |
| Мелісса Бішоп                                           | 800 м                | 1:58.38          | 1 Q              | Н/Д         | Н/Д         | 1:59.05          | 2 Q              | 1:57.02 NR       | 4                |
| Ніколь Сіфуентес                                        | 1500 м               | 4:07.43          | 7 q              | Н/Д         | Н/Д         | 4:08.53          | 7                | Завершила виступ | Завершила виступ |
| Габріелла Стаффорд                                      | 1500 м               | 4:09.45          | 9                | Н/Д         | Н/Д         | Завершила виступ | Завершила виступ | Завершила виступ | Завершила виступ |
| Гіларі Стеллінгверфф                                    | 1500 м               | 4:12.00          | 7                | Н/Д         | Н/Д         | Завершила виступ | Завершила виступ | Завершила виступ | Завершила виступ |
| Джессіка О'Коннелл                                      | 5000 м               | 15:51.18         | 13               | Н/Д         | Н/Д         | Н/Д              | Н/Д              | Завершила виступ | Завершила виступ |
| Андреа Секкаф'єн                                        | 5000 м               | 15:30.32         | 11               | Н/Д         | Н/Д         | Н/Д              | Н/Д              | Завершила виступ | Завершила виступ |
| Ленні Маршан                                            | 10000 м              | Н/Д              | Н/Д              | Н/Д         | Н/Д         | Н/Д              | Н/Д              | 32:04.21         | 25               |
| Наташа Водак                                            | 10000 м              | Н/Д              | Н/Д              | Н/Д         | Н/Д         | Н/Д              | Н/Д              | 31:53.14         | 22               |
| Філісія Джордж                                          | 100 м з бар'єрами    | 12.83            | 2 Q              | Н/Д         | Н/Д         | 12.77            | 2 Q              | 12.89            | 8                |
| Ніккіта Голдер                                          | 100 м з бар'єрами    | 12.92            | 4 q              | Н/Д         | Н/Д         | DSQ*             | DSQ*             | DSQ*             | DSQ*             |
| Анджела Вайт                                            | 100 м з бар'єрами    | 13.09            | 6                | Н/Д         | Н/Д         | Завершила виступ | Завершила виступ | Завершила виступ | Завершила виступ |
| Шаніс Чейз                                              | 400 м з бар'єрами    | 1:02.83          | 8                | Н/Д         | Н/Д         | Завершила виступ | Завершила виступ | Завершила виступ | Завершила виступ |
| Ноель Монткальм                                         | 400 м з бар'єрами    | 56.07            | 2 Q              | Н/Д         | Н/Д         | 56.28            | 6                | Завершила виступ | Завершила виступ |
| Сейдж Вотсон                                            | 400 м з бар'єрами    | 55.93            | 2 Q              | Н/Д         | Н/Д         | 55.44            | 4                | Завершила виступ | Завершила виступ |
| Марія Бернард                                           | 3000 м з перешкодами | 9:50.17          | 13               | Н/Д         | Н/Д         | Н/Д              | Н/Д              | Завершила виступ | Завершила виступ |
| Женев'єв Лалонд                                         | 3000 м з перешкодами | 9:30.24 NR       | 4 q              | Н/Д         | Н/Д         | Н/Д              | Н/Д              | 9:41.88          | 16               |
| Ерін Тещук                                              | 3000 м з перешкодами | 9:53.70          | 16               | Н/Д         | Н/Д         | Н/Д              | Н/Д              | Завершила виступ | Завершила виступ |
| Каміка Бінгем Крістал Еммануель Філісія Джордж Фара Жак | 4 × 100 m relay      | 42.70            | 4 q              | Н/Д         | Н/Д         | Н/Д              | Н/Д              | 43.15            | 7                |
| Аліша Браун Ноель Монткальм Карлін Мюїр Сейдж Вотсон    | 4 × 400 m relay      | 3:24.94          | 3 Q              | Н/Д         | Н/Д         | Н/Д              | Н/Д              | 3:26.43          | 4                |
| Кріста Дюшен                                            | Марафон              | Н/Д              | Н/Д              | Н/Д         | Н/Д         | Н/Д              | Н/Д              | 2:35:29          | 35               |
| Ленні Маршан                                            | Марафон              | Н/Д              | Н/Д              | Н/Д         | Н/Д         | Н/Д              | Н/Д              | 2:33:08          | 24               |

Технічні дисципліни
Чоловіки
| Спортсмен     | Дисципліна         | Кваліфікація       | Кваліфікація | Фінал              | Фінал           |
| Спортсмен     | Дисципліна         | Результат у метрах | Місце        | Результат у метрах | Місце           |
| ------------- | ------------------ | ------------------ | ------------ | ------------------ | --------------- |
| Дерек Друен   | стрибки у висоту   | 2.29               | =1 q         | 2.38               | 1               |
| Майкл Мейсон  | стрибки у висоту   | 2.26               | =18          | Завершив виступ    | Завершив виступ |
| Шонесі Барбер | стрибки з жердиною | 5.70               | 7 q          | 5.50               | 10              |
| Тім Недов     | штовхання ядра     | 20.00              | 16           | Завершив виступ    | Завершив виступ |

Жінки
| Спортсменка        | Дисципліна         | Кваліфікація       | Кваліфікація | Фінал              | Фінал            |
| Спортсменка        | Дисципліна         | Результат у метрах | Місце        | Результат у метрах | Місце            |
| ------------------ | ------------------ | ------------------ | ------------ | ------------------ | ---------------- |
| Крістабель Нетті   | стрибки в довжину  | 6.37               | 12           | Завершила виступ   | Завершила виступ |
| Аліксандрія Трежер | стрибки у висоту   | 1.94               | 10 Q         | 1.88               | 17               |
| Келсі Абі          | стрибки з жердиною | 4.55               | 5 q          | 4.50               | 12               |
| Анніка Ньюелл      | стрибки з жердиною | 4.15               | =17          | Завершила виступ   | Завершила виступ |
| Аліша Ньюмен       | стрибки з жердиною | 4.45               | 19           | Завершила виступ   | Завершила виступ |
| Бріттані Крю       | штовхання ядра     | 17.45              | 18           | Завершила виступ   | Завершила виступ |
| Тарін Сутті        | штовхання ядра     | 16.74              | 28           | Завершила виступ   | Завершила виступ |
| Елізабет Глідл     | метання списа      | 60.28              | 9            | Завершила виступ   | Завершила виступ |
| Гезер Стейсі       | метання молота     | 66.01              | 23           | Завершила виступ   | Завершила виступ |

Комбіновані дисципліни – десятиборство (чоловіки)
| Спортсмен     | Дисципліна | 100 m | LJ   | SP    | HJ   | 400 m | 110H  | DT    | PV   | JT    | 1500 m  | Final | Місце |
| ------------- | ---------- | ----- | ---- | ----- | ---- | ----- | ----- | ----- | ---- | ----- | ------- | ----- | ----- |
| Даміан Ворнер | Результат  | 10.30 | 7.67 | 13.66 | 2.04 | 47.35 | 13.58 | 44.93 | 4.70 | 63.19 | 4:24.90 | 8666  | 3     |
| Даміан Ворнер | Очки       | 1023  | 977  | 708   | 840  | 941   | 1029  | 765   | 819  | 786   | 778     | 8666  | 3     |

Комбіновані дисципліни – семиборство (жінки)
| Спортсмен           | Дисципліна | 100H  | HJ   | SP    | 200 m | LJ   | JT    | 800 m   | Final | Місце |
| ------------------- | ---------- | ----- | ---- | ----- | ----- | ---- | ----- | ------- | ----- | ----- |
| Бріанна Тейсен-Ітон | Результат  | 13.18 | 1.86 | 13.45 | 24.18 | 6.48 | 47.36 | 2:09.50 | 6653  | 3     |
| Бріанна Тейсен-Ітон | Очки       | 1097  | 1054 | 757   | 963   | 1001 | 809   | 972     | 6653  | 3     |

Road standards
| Чоловічі дисципліни | Чоловічі дисципліни      | Жіночі дисципліни | Жіночі дисципліни        |
| Дисципліна          | Кваліфікаційний норматив | Дисципліна        | Кваліфікаційний норматив |
| ------------------- | ------------------------ | ----------------- | ------------------------ |
| Марафон             | 2:12:50                  | Марафон           | 2:29:50                  |
| ходьба на 20 км     | 1:21:55                  | ходьба на 20 км   | 1:31:35                  |
| ходьба на 50 км     | 3:54:20                  | Н/Д               | Н/Д                      |

## Бадмінтон
| Спортсмен      | Дисципліна                  | Груповий етап                 | Груповий етап                        | Груповий етап | Вибування          | Чвертьфінал        | Півфінал           | Фінал / БМ         | Фінал / БМ       |
| Спортсмен      | Дисципліна                  | Суперник Результат            | Суперник Результат                   | Місце         | Суперник Результат | Суперник Результат | Суперник Результат | Суперник Результат | Місце            |
| -------------- | --------------------------- | ----------------------------- | ------------------------------------ | ------------- | ------------------ | ------------------ | ------------------ | ------------------ | ---------------- |
| Мартін Джуффре | одиночний розряд (чоловіки) | Ng K L (HKG) L (11–21, 14–21) | Martins (POR) W (14–21, 24–22, 21–6) | 2             | Завершив виступ    | Завершив виступ    | Завершив виступ    | Завершив виступ    | Завершив виступ  |
| Мішель Лі      | одиночний розряд (жінки)    | Шароші (HUN) W (21–11, 21–8)  | Сінду (IND) L (21–19, 15–21, 17–21)  | 2             | Завершила виступ   | Завершила виступ   | Завершила виступ   | Завершила виступ   | Завершила виступ |

## Баскетбол

### Жіночий турнір
Склад команди
Нижче наведено склад збірної Канади в турнірі з баскетболу на літніх Олімпійських іграх 2016.
Груповий етап
| Команда | І | В | П | З   | П   | РМ   | О  |
| ------- | - | - | - | --- | --- | ---- | -- |
| США     | 5 | 5 | 0 | 520 | 316 | +204 | 10 |
| Іспанія | 5 | 4 | 1 | 387 | 333 | +54  | 9  |
| Канада  | 5 | 3 | 2 | 340 | 347 | -7   | 8  |
| Сербія  | 5 | 2 | 3 | 385 | 406 | −21  | 7  |
| КНР     | 5 | 1 | 4 | 371 | 428 | −57  | 6  |
| Сенегал | 5 | 0 | 5 | 309 | 482 | −173 | 5  |

| 6 серпня 2016 14:15 | Протокол | КНР                                                       | 68–90 | Канада                                    |  | Молодіжна арена Глядачів: 2314 |
| 6 серпня 2016 14:15 | Протокол | Рахунок за чвертями: 9–19, 17–18, 20–23, 22–30            |       |                                           |  | Молодіжна арена Глядачів: 2314 |
| 6 серпня 2016 14:15 | Протокол | Очки: Чень Нан 13 Підб.: Сань Мен 5 РП: Чень, Sun Mengx 3 |       | Очки: Тетхем 20 Підб.: Гоше 10 РП: Гоше 7 |  | Молодіжна арена Глядачів: 2314 |

| 8 серпня 2016 14:15 | Протокол | Канада                                                    | 71–67 | Сербія                                               |  | Молодіжна арена Глядачів: 2377 |
| 8 серпня 2016 14:15 | Протокол | Рахунок за чвертями: 21–21, 11–19, 13–17, 26–10           |       |                                                      |  | Молодіжна арена Глядачів: 2377 |
| 8 серпня 2016 14:15 | Протокол | Очки: Нерс 25 Підб.: Рейнкок-Екунве 9 РП: Ланглуа, Нерс 5 |       | Очки: Милованович 19 Підб.: Пейдж 6 РП: А. Дабович 5 |  | Молодіжна арена Глядачів: 2377 |

| 10 серпня 2016 17:45 | Протокол | Сенегал                                         | 58–68 | Канада                                       |  | Молодіжна арена Глядачів: 2640 |
| 10 серпня 2016 17:45 | Протокол | Рахунок за чвертями: 10–17, 14–16, 17–22, 17–13 |       |                                              |  | Молодіжна арена Глядачів: 2640 |
| 10 серпня 2016 17:45 | Протокол | Очки: Ас. Траоре 24 Підб.: Діарра 9 РП: Дьєм 6  |       | Очки: Нерс 14 Підб.: Тетхем 10 РП: Ланглуа 6 |  | Молодіжна арена Глядачів: 2640 |

| 12 серпня 2016 15:30 | Протокол | Канада                                                    | 51–81 | США                                          |  | Молодіжна арена Глядачів: 3138 |
| 12 серпня 2016 15:30 | Протокол | Рахунок за чвертями: 16–18, 6–18, 14–24, 15–21            |       |                                              |  | Молодіжна арена Глядачів: 3138 |
| 12 серпня 2016 15:30 | Протокол | Очки: Аям 8 Підб.: Рейнкок-Екунве 8 РП: Ланглуа, Тетхем 3 |       | Очки: Мур, Торасі 12 Підб.: Мур 8 РП: Берд 9 |  | Молодіжна арена Глядачів: 3138 |

| 14 серпня 2016 17:45 | Протокол | Іспанія                                         | 73–60 | Канада                                                           |  | Молодіжна арена Глядачів: 3026 |
| 14 серпня 2016 17:45 | Протокол | Рахунок за чвертями: 17–16, 16–13, 16–18, 24–13 |       |                                                                  |  | Молодіжна арена Глядачів: 3026 |
| 14 серпня 2016 17:45 | Протокол | Очки: Торренс 20 Підб.: Ніколлс 12 РП: Палау 6  |       | Очки: Філдс 13 Підб.: Ачонва, Рейнкок-Екунве 7 РП: 3 гравця по 2 |  | Молодіжна арена Глядачів: 3026 |

Чвертьфінали
| 16 серпня 2016 22:15 | Протокол | Франція                                         | 68–63 | Канада                                          |  | Молодіжна арена Глядачів: 7200 |
| 16 серпня 2016 22:15 | Протокол | Рахунок за чвертями: 16–25, 16–12, 18–13, 18–13 |       |                                                 |  | Молодіжна арена Глядачів: 7200 |
| 16 серпня 2016 22:15 | Протокол | Очки: Груда 14 Підб.: Груда 10 РП: Епупа 6      |       | Очки: Гоше 15 Підб.: 3 гравці по 5 РП: Тетхем 4 |  | Молодіжна арена Глядачів: 7200 |

## Бокс
| Спортсмен        | Категорія           | 1/16 фіналу           | 1/8 фіналу           | Чвертьфінали       | Півфінали          | Фінал              | Фінал            |
| Спортсмен        | Категорія           | Суперник Результат    | Суперник Результат   | Суперник Результат | Суперник Результат | Суперник Результат | Місце            |
| ---------------- | ------------------- | --------------------- | -------------------- | ------------------ | ------------------ | ------------------ | ---------------- |
| Артур Біярсланов | до 64 кг (чоловіки) | Аль-Касбе (JOR) W 3–0 | Арутюнян (GER) L 0–2 | Завершив виступ    | Завершив виступ    | Завершив виступ    | Завершив виступ  |
| Менді Буджольд   | до 51 кг (жінки)    | Н/Д                   | Мірзаєва (UZB) W 3–0 | Ren Cc (CHN) L 0–3 | Завершила виступ   | Завершила виступ   | Завершила виступ |
| Аріан Фортін     | до 75 кг (жінки)    | Н/Д                   | Шакімова (KAZ) L 1–2 | Завершила виступ   | Завершила виступ   | Завершила виступ   | Завершила виступ |

## Веслування на байдарках і каное

### Слалом
| Спортсмен      | Дисципліна   | Попередній раунд | Попередній раунд | Попередній раунд | Попередній раунд | Попередній раунд | Попередній раунд | Півфінал        | Півфінал        | Фінал           | Фінал           |                 |
| Спортсмен      | Дисципліна   | Заплив 1         | Місце            | Заплив 2         | Місце            | Кращий           | Місце            | Час             | Місце           | Час             | Місце           |                 |
| -------------- | ------------ | ---------------- | ---------------- | ---------------- | ---------------- | ---------------- | ---------------- | --------------- | --------------- | --------------- | --------------- | --------------- |
| Кемерон Смедлі | чоловіки К-1 | 104.93           | 12               | 104.83           | 13               | 104.83           | 15               | Завершив виступ | Завершив виступ | Завершив виступ | Завершив виступ | Завершив виступ |
| Майкл Тайлер   | чоловіки Б-1 | 105.66           | 19               | 93.47            | 12               | 93.47            | 16               | Завершив виступ | Завершив виступ | Завершив виступ | Завершив виступ | Завершив виступ |

### Спринт
Чоловіки
| Спортсмен               | Дисципліна | Заїзди   | Заїзди | Півфінали | Півфінали | Фінал           | Фінал           |
| Спортсмен               | Дисципліна | Час      | Місце  | Час       | Місце     | Час             | Місце           |
| ----------------------- | ---------- | -------- | ------ | --------- | --------- | --------------- | --------------- |
| Марк де Йонг            | Б-1 200 м  | 34.898   | 3 Q    | 34.775    | 4 FA      | 36.080          | 7               |
| Марк Олдершоу           | К-1 200 м  | 42.972   | 4 Q    | 43.357    | 7         | Завершив виступ | Завершив виступ |
| Раян Кокрейн Юґ Фурнель | Б-2 200 м  | 32.749   | 4 Q    | 33.494    | 3 FA      | 33.767          | 8               |
| Марк Олдершоу           | К-1 1000 м | 4:13.600 | 3 Q    | 4:03.493  | 4 FB      | 4:06.972        | 11              |
| Адам ван Коверден       | Б-1 1000 м | 3:37.212 | 3 Q    | 3:36.230  | 6 FB      | 3:31.872        | 9               |

Жінки
| Спортсменка                                                  | Дисципліна | Заїзди   | Заїзди | Півфінали | Півфінали | Фінал            | Фінал            |
| Спортсменка                                                  | Дисципліна | Час      | Місце  | Час       | Місце     | Час              | Місце            |
| ------------------------------------------------------------ | ---------- | -------- | ------ | --------- | --------- | ---------------- | ---------------- |
| Андреанн Ланглуа                                             | Б-1 200 м  | 40.956   | 3 Q    | 41.350    | 5 FB      | 42.099           | 14               |
| Емілі Фурнель                                                | Б-1 500 м  | 1:53.670 | 2 Q    | 1:59.638  | 7         | Завершила виступ | Завершила виступ |
| Кетлін Фрейзер Женев'єв Ортон                                | Б-2 500 м  | 1:46.148 | 6 Q    | 1:45.351  | 5 FB      | 1:49.389         | 13               |
| Емілі Фурнель Кетлін Фрейзер Андреанн Ланглуа Женев'єв Ортон | Б-4 500 м  | 1:34.269 | 4 Q    | 1:36.254  | =2 FA     | 1:40.733         | 8                |

Пояснення до кваліфікації: FA = Кваліфікувались до фіналу A (за медалі); FB = Кваліфікувались до фіналу B (не за медалі)

## Велоспорт

### Шосе
Чоловіки
| Спортсмен    | Дисципліна      | Час          | Місце        |
| ------------ | --------------- | ------------ | ------------ |
| Антуан Дюшен | Шосе race       | Не фінішував | Не фінішував |
| Уго Уль      | Шосе race       | Не фінішував | Не фінішував |
| Уго Уль      | Роздільна гонка | 1:17:02.04   | 21           |
| Майкл Вудс   | Шосе race       | 6:30:05      | 55           |

Жінки
| Спортсменка      | Дисципліна      | Час           | Місце         |
| ---------------- | --------------- | ------------- | ------------- |
| Керо-Енн Кануель | Шосе race       | 3:56:34       | 25            |
| Керо-Енн Кануель | Роздільна гонка | 46:30.93      | 13            |
| Лія Кірхман      | Шосе race       | 4:01:29       | 38            |
| Тара Віттен      | Шосе race       | Не фінішувала | Не фінішувала |
| Тара Віттен      | Роздільна гонка | 45:01.16      | 7             |

### Трек
Спринт
| Спортсмен      | Дисципліна     | Кваліфікація           | Кваліфікація | Раунд 1                         | Втішний поєдинок 1              | Раунд 2                         | Втішний поєдинок 2              | Чвертьфінали                    | Півфінали                       | Фінал                           | Фінал            |
| Спортсмен      | Дисципліна     | Час Швидкість (км/год) | Місце        | Суперник Час Швидкість (км/год) | Суперник Час Швидкість (км/год) | Суперник Час Швидкість (км/год) | Суперник Час Швидкість (км/год) | Суперник Час Швидкість (км/год) | Суперник Час Швидкість (км/год) | Суперник Час Швидкість (км/год) | Місце            |
| -------------- | -------------- | ---------------------- | ------------ | ------------------------------- | ------------------------------- | ------------------------------- | ------------------------------- | ------------------------------- | ------------------------------- | ------------------------------- | ---------------- |
| Кейт О'Браєн   | спринт (жінки) | 11.020 65.335          | 12 Q         | Хансен (NZL) L                  | Салліван (CAN) Вельте (GER) L   | Завершила виступ                | Завершила виступ                | Завершила виступ                | Завершила виступ                | Завершила виступ                | Завершила виступ |
| Монік Салліван | спринт (жінки) | 11.143 64.614          | 17 Q         | Марчант (GBR) L                 | O'Brien (CAN) Вельте (GER) L    | Завершив виступ                 | Завершив виступ                 | Завершив виступ                 | Завершив виступ                 | Завершив виступ                 | Завершив виступ  |

Командна першість sprint
| Спортсмен                   | Дисципліна               | Кваліфікація           | Кваліфікація | Півфінали                       | Півфінали | Фінал                           | Фінал            |
| Спортсмен                   | Дисципліна               | Час Швидкість (км/год) | Місце        | Суперник Час Швидкість (км/год) | Місце     | Суперник Час Швидкість (км/год) | Місце            |
| --------------------------- | ------------------------ | ---------------------- | ------------ | ------------------------------- | --------- | ------------------------------- | ---------------- |
| Кейт О'Браєн Монік Салліван | командний спринт (жінки) | 33.735 53.357          | 7 Q          | Росія (RUS) L 33.684 53.437     | 7         | Завершила виступ                | Завершила виступ |

Переслідування
| Спортсмен                                                                   | Дисципліна                            | Кваліфікація | Кваліфікація | Півфінали                         | Півфінали | Фінал                           | Фінал |
| Спортсмен                                                                   | Дисципліна                            | Час          | Місце        | Opponent results                  | Місце     | Opponent results                | Місце |
| --------------------------------------------------------------------------- | ------------------------------------- | ------------ | ------------ | --------------------------------- | --------- | ------------------------------- | ----- |
| Еллісон Беверидж Джасмін Глессер Кірсті Лей Джорджія Сіммерлінг Laura Brown | командна гонка переслідування (жінки) | 4:19.599     | 4 Q          | Велика Британія (GBR) 4:15.636 NR | 3         | Нова Зеландія (NZL) 4:14.627 NR | 3     |

Кейрін
| Спортсмен      | Дисципліна        | Перший раунд | Втішний поєдинок | Другий раунд     | Final            |
| Спортсмен      | Дисципліна        | Місце        | Місце            | Місце            | Місце            |
| -------------- | ----------------- | ------------ | ---------------- | ---------------- | ---------------- |
| Х'юго Барретт  | Кейрін (чоловіки) | 4 R          | 2                | Завершив виступ  | Завершив виступ  |
| Кейт О'Браєн   | кейрін (жінки)    | 6 R          | 2                | Завершила виступ | Завершила виступ |
| Монік Салліван | кейрін (жінки)    | 6 R          | 5                | Завершив виступ  | Завершив виступ  |

Омніум
| Спортсмен        | Дисципліна     | Скретч | Скретч | Індивідуальна гонка переслідування | Індивідуальна гонка переслідування | Індивідуальна гонка переслідування | Гонка на вибування | Гонка на вибування | Гіт з місця на 1 км | Гіт з місця на 1 км | Гіт з місця на 1 км | Гіт з ходу на 250 м | Гіт з ходу на 250 м | Гіт з ходу на 250 м | Гонка за очками | Гонка за очками | Загалом очок | Місце |
| Спортсмен        | Дисципліна     | Місце  | Очки   | Час                                | Місце                              | Очки                               | Місце              | Очки               | Час                 | Місце               | Очки                | Час                 | Місце               | Очки                | Очки            | Місце           | Загалом очок | Місце |
| ---------------- | -------------- | ------ | ------ | ---------------------------------- | ---------------------------------- | ---------------------------------- | ------------------ | ------------------ | ------------------- | ------------------- | ------------------- | ------------------- | ------------------- | ------------------- | --------------- | --------------- | ------------ | ----- |
| Еллісон Беверидж | омніум (жінки) | 15     | 14     | 3:36.938                           | 9                                  | 24                                 | 14                 | 12                 | 36.247              | 9                   | 24                  | 14.140              | 6                   | 30                  | 0               | 17              | 168          | 11    |

### Маунтінбайк
| Спортсмен      | Дисципліна             | Час          | Місце |
| -------------- | ---------------------- | ------------ | ----- |
| Леандр Бушар   | маунтінбайк (чоловіки) | 1:42:43      | 27    |
| Рафаель Ґаньє  | маунтінбайк (чоловіки) | LAP (2 laps) | 43    |
| Емілі Бетті    | маунтінбайк (жінки)    | 1:31:43      | 4     |
| Кетрін Пендрел | маунтінбайк (жінки)    | 1:31:41      | 3     |

### BMX
| Спортсмен  | Дисципліна     | Кваліфікація | Кваліфікація | Чвертьфінал | Чвертьфінал | Півфінал | Півфінал | Фінал     | Фінал |
| Спортсмен  | Дисципліна     | Результат    | Місце        | Очки        | Місце       | Очки     | Місце    | Результат | Місце |
| ---------- | -------------- | ------------ | ------------ | ----------- | ----------- | -------- | -------- | --------- | ----- |
| Торі Ніхог | BMX (чоловіки) | 35.422       | 18           | 4           | 1 Q         | 12       | 4 Q      | 35.657    | 5     |

## Стрибки у воду
Чоловіки
| Спортсмен    | Дисципліна        | Попередні змагання | Попередні змагання | Півфінали       | Півфінали       | Фінал           | Фінал           |
| Спортсмен    | Дисципліна        | Очки               | Місце              | Очки            | Місце           | Очки            | Місце           |
| ------------ | ----------------- | ------------------ | ------------------ | --------------- | --------------- | --------------- | --------------- |
| Філіпп Ганьє | трамплін, 3 метри | 400.75             | 12 Q               | 445.40          | 5 Q             | 425.30          | 11              |
| Максім Бушар | вишка, 10 метрів  | 398.15             | 19                 | Завершив виступ | Завершив виступ | Завершив виступ | Завершив виступ |
| Вінсан Ріндо | вишка, 10 метрів  | 419.50             | 14 Q               | 436.30          | 14              | Завершив виступ | Завершив виступ |

Жінки
| Спортсменка                    | Дисципліна                   | Попередні змагання | Попередні змагання | Півфінали | Півфінали | Фінал  | Фінал |
| Спортсменка                    | Дисципліна                   | Очки               | Місце              | Очки      | Місце     | Очки   | Місце |
| ------------------------------ | ---------------------------- | ------------------ | ------------------ | --------- | --------- | ------ | ----- |
| Дженніфер Абель                | трамплін, 3 метри            | 373.00             | 1 Q                | 343.45    | 3 Q       | 367.25 | 4     |
| Памела Вейр                    | трамплін, 3 метри            | 329.10             | 7 Q                | 318.25    | 9 Q       | 323.15 | 7     |
| Мейган Банфето                 | вишка, 10 метрів             | 329.15             | 7 Q                | 332.80    | 9 Q       | 389.20 | 3     |
| Розелін Фільйон                | вишка, 10 метрів             | 323.55             | 9 Q                | 336.80    | 7 Q       | 367.95 | 6     |
| Дженніфер Абель Памела Вейр    | Синхронний трамплін, 3 метри | Н/Д                | Н/Д                | Н/Д       | Н/Д       | 298.32 | 4     |
| Мейган Банфето Розелін Фільйон | Синхронна вишка, 10 метрів   | Н/Д                | Н/Д                | Н/Д       | Н/Д       | 336.18 | 3     |

## Кінний спорт

### Виїздка
| Спортсмен        | Кінь      | Дисципліна    | Grand Prix | Grand Prix | Grand Prix Special | Grand Prix Special | Grand Prix Freestyle | Grand Prix Freestyle | Загалом         | Загалом         |
| Спортсмен        | Кінь      | Дисципліна    | Результат  | Місце      | Результат          | Місце              | За техніку           | За артистизм         | Результат       | Місце           |
| ---------------- | --------- | ------------- | ---------- | ---------- | ------------------ | ------------------ | -------------------- | -------------------- | --------------- | --------------- |
| Меган Лейн       | Caravella | Індивідуальні | 71.286     | 32         | Завершив виступ    | Завершив виступ    | Завершив виступ      | Завершив виступ      | Завершив виступ | Завершив виступ |
| Белінда Трасселл | Anton     | Індивідуальні | 72.214     | 28 Q       | 72.325             | 27                 | Завершив виступ      | Завершив виступ      | Завершив виступ | Завершив виступ |

### Триборство
| Спортсмен                                                  | Кінь                  | Дисципліна    | Виїздка      | Виїздка | Крос         | Крос       | Крос       | Конкур          | Конкур          | Конкур          | Конкур          | Конкур          | Конкур          | Загалом         | Загалом         |
| Спортсмен                                                  | Кінь                  | Дисципліна    | Виїздка      | Виїздка | Крос         | Крос       | Крос       | Кваліфікація    | Кваліфікація    | Кваліфікація    | Фінал           | Фінал           | Фінал           | Загалом         | Загалом         |
| Спортсмен                                                  | Кінь                  | Дисципліна    | Штрафні очки | Місце   | Штрафні очки | Загалом    | Місце      | Штрафні очки    | Загалом         | Місце           | Штрафні очки    | Загалом         | Місце           | Штрафні очки    | Місце           |
| ---------------------------------------------------------- | --------------------- | ------------- | ------------ | ------- | ------------ | ---------- | ---------- | --------------- | --------------- | --------------- | --------------- | --------------- | --------------- | --------------- | --------------- |
| Ребекка Говард                                             | Riddle Master         | Індивідуальні | 49.40        | 41      | 12.40        | 61.80      | 15         | 0.00            | 61.80           | 10              | 4.00            | 65.80           | 10              | 65.80           | 10              |
| Коллін Лоуч                                                | Qorry Blue d'Argouges | Індивідуальні | 56.50 #      | 57      | 85.20        | 141.70     | 45         | 4.00            | 145.70          | 42              | Завершив виступ | Завершив виступ | Завершив виступ | Завершив виступ | Завершив виступ |
| Кетрін Робінсон                                            | Let It Bee            | Індивідуальні | 49.40        | 41      | Eliminated   | Eliminated | Eliminated | Завершив виступ | Завершив виступ | Завершив виступ | Завершив виступ | Завершив виступ | Завершив виступ | Завершив виступ | Завершив виступ |
| Джессіка Фенікс                                            | A Little Romance      | Індивідуальні | 52.00        | 50      | 75.60        | 127.60     | 41         | 4.00            | 131.60          | 38              | Завершив виступ | Завершив виступ | Завершив виступ | Завершив виступ | Завершив виступ |
| Ребекка Говард Коллін Лоуч Кетрін Робінсон Джессіка Фенікс | Див. вище             | Команда       | 150.80       | 12      | 331.10       | 482.50     | 11         | 339.10          | 821             | 10              | Н/Д             | Н/Д             | Н/Д             | 821             | 10              |

"#" позначає, що очки цього вершника не входять до заліку командного змагання, оскільки зараховуються лише результати трьох найкращих вершників.

### Конкур
| Спортсмен                                        | Кінь            | Дисципліна    | Кваліфікація | Кваліфікація | Кваліфікація | Кваліфікація | Кваліфікація | Кваліфікація | Кваліфікація | Кваліфікація | Фінал           | Фінал           | Фінал           | Фінал           | Фінал           | Загалом         | Загалом         |
| Спортсмен                                        | Кінь            | Дисципліна    | Раунд 1      | Раунд 1      | Раунд 2      | Раунд 2      | Раунд 2      | Раунд 3      | Раунд 3      | Раунд 3      | Фінал A         | Фінал A         | Фінал B         | Фінал B         | Фінал B         | Загалом         | Загалом         |
| Спортсмен                                        | Кінь            | Дисципліна    | Штрафні очки | Місце        | Штрафні очки | Загалом      | Місце        | Штрафні очки | Загалом      | Місце        | Штрафні очки    | Місце           | Штрафні очки    | Загалом         | Місце           | Штрафні очки    | Місце           |
| ------------------------------------------------ | --------------- | ------------- | ------------ | ------------ | ------------ | ------------ | ------------ | ------------ | ------------ | ------------ | --------------- | --------------- | --------------- | --------------- | --------------- | --------------- | --------------- |
| Янн Кандель                                      | First Choice 15 | Індивідуальні | 4 #          | =27          | 0            | 4            | =15          | 4            | 8            | =18 Q        | 12              | =32             | Завершив виступ | Завершив виступ | Завершив виступ | 12              | 32              |
| Тіффані Фостер                                   | Tripple X III   | Індивідуальні | 4            | =27          | 4            | 8            | =30          | 0            | 8            | =18 Q        | 4               | =16 Q           | 17              | 21              | 26              | 21              | 26              |
| Ерік Ламаз                                       | Fine Lady 5     | Індивідуальні | 0            | =1           | 0            | 0            | =1           | 0            | 0            | 1 Q          | 0               | =1 Q            | 0               | 0               | =1 JO           | 4               | 3               |
| Емі Міллар                                       | Heros           | Індивідуальні | 0            | =1           | 5 #          | 5            | =26          | 12 #         | 17           | =38          | Завершив виступ | Завершив виступ | Завершив виступ | Завершив виступ | Завершив виступ | Завершив виступ | Завершив виступ |
| Янн Кандель Тіффані Фостер Ерік Ламаз Емі Міллар | Див. вище       | Команда       | 4*           | =3           | 4            | 4            | 6            | 4            | 8            | =3 JO        | Н/Д             | Н/Д             | Н/Д             | Н/Д             | Н/Д             | 8               | 4               |

"#" позначає, що очки цього вершника не входять до заліку командного змагання, оскільки зараховуються лише результати трьох найкращих вершників.

* penalties for the first day of team jumping will not be carried into the second round.

## Фехтування
| Спортсмен              | Дисципліна                                          | 1/32 фіналу        | 1/16 фіналу            | 1/8 фіналу           | Чвертьфінал           | Півфінал           | Фінал / БМ         | Фінал / БМ       |
| Спортсмен              | Дисципліна                                          | Суперник Результат | Суперник Результат     | Суперник Результат   | Суперник Результат    | Суперник Результат | Суперник Результат | Місце            |
| ---------------------- | --------------------------------------------------- | ------------------ | ---------------------- | -------------------- | --------------------- | ------------------ | ------------------ | ---------------- |
| Максим Брінк-Крото     | індивідуальна шпага (чоловіки)                      | Bye                | Анохін (RUS) L 14–15   | Завершив виступ      | Завершив виступ       | Завершив виступ    | Завершив виступ    | Завершив виступ  |
| Максиміліан ван Хастер | індивідуальна рапіра (чоловіки)                     | Леаль (VEN) W 15–7 | Мейнгардт (USA) L 4–15 | Завершив виступ      | Завершив виступ       | Завершив виступ    | Завершив виступ    | Завершив виступ  |
| Йозеф Полоссіфакіс     | індивідуальна шабля (чоловіки)\|Індивідуальна шабля | Bye                | Буйкевич (BLR) L 6–15  | Завершив виступ      | Завершив виступ       | Завершив виступ    | Завершив виступ    | Завершив виступ  |
| Леонора Маккінон       | індивідуальна шпага (жінки)                         | Поп (ROU) W 15–10  | Ф'ямінго (ITA) L 8–15  | Завершила виступ     | Завершила виступ      | Завершила виступ   | Завершила виступ   | Завершила виступ |
| Елеанор Гарві          | індивідуальна рапіра (жінки)                        | Bye                | Хелфауї (ALG) W 15–6   | Ерріго (ITA) W 15–11 | Бубакрі (TUN) L 13–15 | Завершила виступ   | Завершила виступ   | Завершила виступ |

## Хокей на траві

### Чоловічий турнір
Склад команди
Шаблон:Склад чоловічої збірної Канади з хокею на траві на літніх Олімпійських іграх 2016
Груповий етап
Шаблон:Підсумкова таблиця в групі B чоловічого турніру з хокею на траві на літніх Олімпійських іграх 2016
Шаблон:Чоловічий турнір з хокею на траві на літніх Олімпійських іграх 2016, гра B3
Шаблон:Чоловічий турнір з хокею на траві на літніх Олімпійських іграх 2016, гра B6
Шаблон:Чоловічий турнір з хокею на траві на літніх Олімпійських іграх 2016, гра B9
Шаблон:Чоловічий турнір з хокею на траві на літніх Олімпійських іграх 2016, гра B11
Шаблон:Чоловічий турнір з хокею на траві на літніх Олімпійських іграх 2016, гра B13
Підсумок

Легенда:
- FT – Після основного часу.
- P – Долю матчу вирішило пробиття пенальті.

| Команда      | Дисципліна       | Груповий етап      | Груповий етап      | Груповий етап      | Груповий етап      | Груповий етап      | Груповий етап | Чвертьфінал        | Півфінал           | Фінал / БМ         | Фінал / БМ |
| Команда      | Дисципліна       | Суперник Результат | Суперник Результат | Суперник Результат | Суперник Результат | Суперник Результат | Місце         | Суперник Результат | Суперник Результат | Суперник Результат | Місце      |
| ------------ | ---------------- | ------------------ | ------------------ | ------------------ | ------------------ | ------------------ | ------------- | ------------------ | ------------------ | ------------------ | ---------- |
| Canada men's | чоловічий турнір | Німеччина L 2–6    | Аргентина L 1–3    | Нідерланди L 0–7   | Ірландія L 2–4     | Індія D 2–2        | 6             | Завершив виступ    | Завершив виступ    | Завершив виступ    | 11         |

## Футбол

### Жіночий турнір
Склад команди
Шаблон:Склад жіночої збірної Канади з футболу на літніх Олімпійських іграх 2016
Груповий етап
Футбол на літніх Олімпійських іграх 2016 — жіночий турнір – Group F
Шаблон:Жіночий турнір з футболу на літніх Олімпійських іграх 2016, гра F1
Шаблон:Жіночий турнір з футболу на літніх Олімпійських іграх 2016, гра F3
Шаблон:Жіночий турнір з футболу на літніх Олімпійських іграх 2016, гра F5
Чвертьфінал
Шаблон:Жіночий турнір з футболу на літніх Олімпійських іграх 2016, гра H3
Півфінал
Шаблон:Жіночий турнір з футболу на літніх Олімпійських іграх 2016, гра I2
Матч за бронзову медаль
Шаблон:Жіночий турнір з футболу на літніх Олімпійських іграх 2016, гра J1

## Гольф
| Спортсмен      | Дисципліна | Раунд 1   | Раунд 2   | Раунд 3   | Раунд 4   | Загалом   | Загалом | Загалом |
| Спортсмен      | Дисципліна | Результат | Результат | Результат | Результат | Результат | Пар     | Місце   |
| -------------- | ---------- | --------- | --------- | --------- | --------- | --------- | ------- | ------- |
| Грем Делет     | чоловіки   | 66        | 71        | 74        | 69        | 280       | −4      | 20      |
| Девід Герн     | чоловіки   | 73        | 70        | 74        | 66        | 283       | −1      | =30     |
| Брук Гендерсон | жінки      | 70        | 64        | 75        | 67        | 276       | −8      | =7      |
| Алена Шарп     | жінки      | 72        | 69        | 75        | 69        | 285       | +1      | 30      |

## Гімнастика

### Спортивна гімнастика
Чоловіки
| Спортсмен    | Дисципліна      | Кваліфікація | Кваліфікація | Кваліфікація | Кваліфікація | Кваліфікація | Кваліфікація | Кваліфікація | Кваліфікація | Фінал           | Фінал           | Фінал           | Фінал           | Фінал           | Фінал           | Фінал           | Фінал           |
| Спортсмен    | Дисципліна      | Вправа       | Вправа       | Вправа       | Вправа       | Вправа       | Вправа       | Загалом      | Місце        | Вправа          | Вправа          | Вправа          | Вправа          | Вправа          | Вправа          | Загалом         | Місце           |
| Спортсмен    | Дисципліна      | F            | PH           | R            | V            | PB           | HB           | Загалом      | Місце        | F               | PH              | R               | V               | PB              | HB              | Загалом         | Місце           |
| ------------ | --------------- | ------------ | ------------ | ------------ | ------------ | ------------ | ------------ | ------------ | ------------ | --------------- | --------------- | --------------- | --------------- | --------------- | --------------- | --------------- | --------------- |
| Скотт Морган | Вільні вправи   | 14.966       | Н/Д          | Н/Д          | Н/Д          | Н/Д          | Н/Д          | 14.966       | 18           | Завершив виступ | Завершив виступ | Завершив виступ | Завершив виступ | Завершив виступ | Завершив виступ | Завершив виступ | Завершив виступ |
| Скотт Морган | Кільця          | Н/Д          | Н/Д          | 14.533       | Н/Д          | Н/Д          | Н/Д          | 14.533       | 27           | Завершив виступ | Завершив виступ | Завершив виступ | Завершив виступ | Завершив виступ | Завершив виступ | Завершив виступ | Завершив виступ |
| Скотт Морган | опорний стрибок | Н/Д          | Н/Д          | Н/Д          | 14.470       | Н/Д          | Н/Д          | 14.470       | 14           | Завершив виступ | Завершив виступ | Завершив виступ | Завершив виступ | Завершив виступ | Завершив виступ | Завершив виступ | Завершив виступ |

Жінки
Командна першість
| Спортсменка      | Дисципліна | Кваліфікація | Кваліфікація | Кваліфікація | Кваліфікація | Кваліфікація | Кваліфікація | Фінал            | Фінал            | Фінал            | Фінал            | Фінал            | Фінал            |
| Спортсменка      | Дисципліна | Вправа       | Вправа       | Вправа       | Вправа       | Загалом      | Місце        | Вправа           | Вправа           | Вправа           | Вправа           | Загалом          | Місце            |
| Спортсменка      | Дисципліна | V            | UB           | BB           | F            | Загалом      | Місце        | V                | UB               | BB               | F                | Загалом          | Місце            |
| ---------------- | ---------- | ------------ | ------------ | ------------ | ------------ | ------------ | ------------ | ---------------- | ---------------- | ---------------- | ---------------- | ---------------- | ---------------- |
| Еллі Блек        | Команда    | 14.499       | 14.500       | 13.566       | 14.133       | 56.965       | 13 Q         | Завершила виступ | Завершила виступ | Завершила виступ | Завершила виступ | Завершила виступ | Завершила виступ |
| Шелон Олсен      | Команда    | 14.950 Q     | Н/Д          | Н/Д          | 13.866       | Н/Д          | Н/Д          | Завершила виступ | Завершила виступ | Завершила виступ | Завершила виступ | Завершила виступ | Завершила виступ |
| Ізабела Онишко   | Команда    | 14.000       | 14.733       | 14.533 Q     | 13.966       | 57.232       | 10 Q         | Завершила виступ | Завершила виступ | Завершила виступ | Завершила виступ | Завершила виступ | Завершила виступ |
| Бріттані Роджерс | Команда    | 14.666       | 14.266       | 13.466       | Н/Д          | Н/Д          | Н/Д          | Завершила виступ | Завершила виступ | Завершила виступ | Завершила виступ | Завершила виступ | Завершила виступ |
| Роуз-Кейн Ву     | Команда    | Н/Д          | 13.733       | 13.233       | 13.566       | Н/Д          | Н/Д          | Завершила виступ | Завершила виступ | Завершила виступ | Завершила виступ | Завершила виступ | Завершила виступ |
| Загалом          | Команда    | 44.732       | 43.499       | 41.565       | 41.965       | 171.761      | 9            | Завершила виступ | Завершила виступ | Завершила виступ | Завершила виступ | Завершила виступ | Завершила виступ |

Індивідуальні фінали
| Спортсмен      | Дисципліна         | Вправа | Вправа | Вправа | Вправа | Загалом | Місце |
| Спортсмен      | Дисципліна         | V      | UB     | BB     | F      | Загалом | Місце |
| -------------- | ------------------ | ------ | ------ | ------ | ------ | ------- | ----- |
| Еллі Блек      | Абсолютна першість | 14.866 | 14.500 | 14.566 | 14.366 | 58.298  | 5     |
| Ізабела Онишко | Абсолютна першість | 13.933 | 14.166 | 14.366 | 13.900 | 56.365  | 18    |
| Ізабела Онишко | колода             | Н/Д    | Н/Д    | Н/Д    | Н/Д    | 13.400  | 8     |
| Шелон Олсен    | опорний стрибок    | Н/Д    | Н/Д    | Н/Д    | Н/Д    | 14.816  | 8     |

### Стрибки на батуті
| Спортсмен       | Дисципліна | Кваліфікація | Кваліфікація | Фінал           | Фінал           |
| Спортсмен       | Дисципліна | Результат    | Місце        | Результат       | Місце           |
| --------------- | ---------- | ------------ | ------------ | --------------- | --------------- |
| Джейсон Бернетт | чоловіки   | 103.715      | 14           | Завершив виступ | Завершив виступ |
| Розі Макленнан  | жінки      | 103.130      | 3 Q          | 56.465          | 1               |

## Дзюдо
Чоловіки
| Спортсмен           | Категорія | 1/32 фіналу               | 1/16 фіналу                     | 1/8 фіналу                | Чвертьфінали                   | Півфінали          | Втішний поєдинок           | Фінал / БМ              | Фінал / БМ      |
| Спортсмен           | Категорія | Суперник Результат        | Суперник Результат              | Суперник Результат        | Суперник Результат             | Суперник Результат | Суперник Результат         | Суперник Результат      | Місце           |
| ------------------- | --------- | ------------------------- | ------------------------------- | ------------------------- | ------------------------------ | ------------------ | -------------------------- | ----------------------- | --------------- |
| Сержіо Пессоа       | до 60 кг  | Bye                       | Папінашвілі (GEO) L 000–001 UMA | Завершив виступ           | Завершив виступ                | Завершив виступ    | Завершив виступ            | Завершив виступ         | Завершив виступ |
| Антуан Бушар        | до 66 кг  | Овіну (PNG) W 100–000 UMA | Пуляєв (RUS) W 001–000 SGA      | Бассу (MAR) W 001–000 SGA | Гомбоч (SLO) L 000–100         | Завершив виступ    | Тумурхулег (MGL) W 010–000 | Ебінума (JPN) L 000–101 | 5               |
| Антуан Валуа-Фортьє | до 81 кг  | Bye                       | П'єтрі (FRA) W 100–001 SOT      | Лусенті (ARG) W 010–010 S | Халмурзаєв (RUS) L 000–010 KGA | Завершив виступ    | Нагасе (JPN) L 000–100 SOT | Завершив виступ         | 7               |
| Кайл Рейєс          | до 100 кг | Bye                       | Грол (NED) L 000–101 KGA        | Завершив виступ           | Завершив виступ                | Завершив виступ    | Завершив виступ            | Завершив виступ         | Завершив виступ |

Жінки
| Спортсменка           | Категорія | 1/16 фіналу         | 1/8 фіналу                 | Чвертьфінали             | Півфінали           | Втішний поєдинок     | Фінал / БМ          | Фінал / БМ       |
| Спортсменка           | Категорія | Суперниця Результат | Суперниця Результат        | Суперниця Результат      | Суперниця Результат | Суперниця Результат  | Суперниця Результат | Місце            |
| --------------------- | --------- | ------------------- | -------------------------- | ------------------------ | ------------------- | -------------------- | ------------------- | ---------------- |
| Екатеріна Гуйке       | до 52 кг  | Bye                 | Кузютіна (RUS) L 000–000 S | Завершила виступ         | Завершила виступ    | Завершила виступ     | Завершила виступ    | Завершила виступ |
| Катерін Бошемен-Пінар | до 57 кг  | Bye                 | Каракаш (HUN) L 000–000 S  | Завершила виступ         | Завершила виступ    | Завершила виступ     | Завершила виступ    | Завершила виступ |
| Келіта Зупанчіч       | до 70 кг  | Bye                 | Стам (GEO) W 000–000 S     | Татімото (JPN) L 000–010 | Завершила виступ    | Граф (AUT) L 001–010 | Завершила виступ    | 7                |

## Сучасне п'ятиборство
| Спортсмен          | Дисципліна | Фехтування (шпага, один дотик) | Фехтування (шпага, один дотик) | Фехтування (шпага, один дотик) | Фехтування (шпага, один дотик) | Плавання (200 м вільним стилем) | Плавання (200 м вільним стилем) | Плавання (200 м вільним стилем) | Верхова їзда (конкур) | Верхова їзда (конкур) | Верхова їзда (конкур) | Комбіновано: стрільба/біг (10 м, пневматичний пістолет)/(3200 м) | Комбіновано: стрільба/біг (10 м, пневматичний пістолет)/(3200 м) | Комбіновано: стрільба/біг (10 м, пневматичний пістолет)/(3200 м) | Загалом очок | Підсумкове місце |
| Спортсмен          | Дисципліна | RR                             | BR                             | Місце                          | Очки                           | Час                             | Місце                           | Очки                            | Штрафні очки          | Місце                 | Очки                  | Час                                                              | Місце                                                            | MP Points                                                        | Загалом очок | Підсумкове місце |
| ------------------ | ---------- | ------------------------------ | ------------------------------ | ------------------------------ | ------------------------------ | ------------------------------- | ------------------------------- | ------------------------------- | --------------------- | --------------------- | --------------------- | ---------------------------------------------------------------- | ---------------------------------------------------------------- | ---------------------------------------------------------------- | ------------ | ---------------- |
| Мелані Маккенн     | жінки      | 23–12                          | 2                              | 3                              | 240                            | 2:20.81                         | 26                              | 278                             | 0                     | 3                     | 300                   | 13:42.43                                                         | 32                                                               | 478                                                              | 1296         | 16               |
| Донна Марі Вакаліс | жінки      | 22–13                          | 1                              | 5                              | 233                            | 2:22.12                         | 31                              | 274                             | EL                    | =31                   | 0                     | 13:36.19                                                         | 31                                                               | 484                                                              | 991          | 33               |

## Академічне веслування
Чоловіки
| Спортсмен                                                 | Дисципліна           | Заїзди  | Заїзди | Втішний заплив | Втішний заплив | Півфінали       | Півфінали       | Фінал           | Фінал           |
| Спортсмен                                                 | Дисципліна           | Час     | Місце  | Час            | Місце          | Час             | Місце           | Час             | Місце           |
| --------------------------------------------------------- | -------------------- | ------- | ------ | -------------- | -------------- | --------------- | --------------- | --------------- | --------------- |
| Вілл Кротерс Кай Лангерфелд Конлін Маккейб Тім Шрайвер    | Four                 | 5:58.26 | 2 SA/B | Bye            | Bye            | 6:20.66         | 2 FA            | 6:15.93         | 6               |
| Брендан Годж Максвелл Латтімер Ніколас Претт Ерік Вельфль | Четвірки, легка вага | 6:19.44 | 4 R    | 6:05.35        | 4              | Завершив виступ | Завершив виступ | Завершив виступ | Завершив виступ |
| Жульєн Баен Вілл Дін Robert Gibson Паскаль Люссьє         | Парні четвірки       | 6:34.55 | 5 R    | 5:56.28        | 5 FB           | Н/Д             | Н/Д             | 6:13.55         | 8               |

Жінки
| Спортсменка | Дисципліна               | Заїзди  | Заїзди | Втішний заплив | Втішний заплив | Чвертьфінали | Чвертьфінали | Півфінали | Півфінали | Фінал   | Фінал |
| Спортсменка | Дисципліна               | Час     | Місце  | Час            | Місце          | Час          | Місце        | Час       | Місце     | Час     | Місце |
| --- | ------------------------ | ------- | ------ | -------------- | -------------- | ------------ | ------------ | --------- | --------- | ------- | ----- |
| Карлін Зіман | Парні одиночки           | 8:41.12 | 1 QF   | Bye            | Bye            | 7:34.52      | 3 SA/B       | 7:54.07   | 4 FB      | 7:28.62 | 10    |
| Ніколь Гер Дженніфер Мартінс | Двійки                   | 7:22.99 | 4 R    | 8:01.09        | 4 FC           | Н/Д          | Н/Д          | Bye       | Bye       | 8:26.03 | 14    |
| Ліндсі Дженнеріч Патрісія Обі | Парні двійки, легка вага | 7:03.51 | 1 SA/B | Bye            | Bye            | Н/Д          | Н/Д          | 7:16.35   | 2 FA      | 7:05.88 | 2     |
| Caileigh Filmer Сюзанн Ґрейнджер Наталі Мастраччі Крісті Нерс Ліза Роман Крістін Роупер Antje von Seydlitz-Kurzbach Lauren Wilkinson Леслі Томпсон (стерновий) | Eight                    | 6:12.44 | 3 R    | 6:28.07        | 1 FA           | Н/Д          | Н/Д          | Н/Д       | Н/Д       | 6:06.04 | 5     |

Пояснення до кваліфікації: FA=Фінал A (за медалі); FB=Фінал B (не за медалі); FC=Фінал C (не за медалі); FD=Фінал D (не за медалі); FE=Фінал E (не за медалі); FF=Фінал F (не за медалі); SA/B=Півфінали A/B; SC/D=Півфінали C/D; SE/F=Півфінали E/F; QF=Чвертьфінали; R=Потрапив у втішний заплив
- Результати given are within the heat.

## Регбі-7

### Жіночий турнір
Склад команди
Шаблон:Склад жіночої збірної Канади з регбі-7 на літніх Олімпійських іграх 2016
Груповий етап
Шаблон:Підсумкова таблиця в групі C жіночого турніру з регбі-7 на літніх Олімпійських іграх 2016
Шаблон:Жіночий турнір з регбі-7 на літніх Олімпійських іграх 2016, гра C2
Шаблон:Жіночий турнір з регбі-7 на літніх Олімпійських іграх 2016, гра C4
Шаблон:Жіночий турнір з регбі-7 на літніх Олімпійських іграх 2016, гра C6
Quarter-final
Шаблон:Жіночий турнір з регбі-7 на літніх Олімпійських іграх 2016, гра D2
Semi-final
Шаблон:Жіночий турнір з регбі-7 на літніх Олімпійських іграх 2016, гра G1
Bronze medal game
Шаблон:Жіночий турнір з регбі-7 на літніх Олімпійських іграх 2016, гра H1

## Вітрильний спорт
Чоловіки
| Спортсмен                    | Дисципліна | Заплив | Заплив | Заплив | Заплив | Заплив | Заплив | Заплив | Заплив | Заплив | Заплив | Заплив | Очки | Підсумкове місце |
| Спортсмен                    | Дисципліна | 1      | 2      | 3      | 4      | 5      | 6      | 7      | 8      | 9      | 10     | M*     | Очки | Підсумкове місце |
| ---------------------------- | ---------- | ------ | ------ | ------ | ------ | ------ | ------ | ------ | ------ | ------ | ------ | ------ | ---- | ---------------- |
| Лі Паркхілл                  | Лазер      | 43     | 37     | 33     | 9      | 19     | 20     | 14     | 23     | 4      | 13     | EL     | 215  | 23               |
| Том Рамшоу                   | Фінн       | 19     | 12     | 22     | 13     | 9      | 17     | 22     | 20     | 20     | 19     | EL     | 173  | 21               |
| Грем Сондерс Джейкоб Сондерс | 470        | 26     | 20     | 22     | 19     | 12     | 14     | 17     | 21     | 13     | 21     | EL     | 185  | 22               |

Жінки
| Спортсменка              | Дисципліна   | Заплив | Заплив | Заплив | Заплив | Заплив | Заплив | Заплив | Заплив | Заплив | Заплив | Заплив | Заплив | Заплив | Очки | Підсумкове місце |
| Спортсменка              | Дисципліна   | 1      | 2      | 3      | 4      | 5      | 6      | 7      | 8      | 9      | 10     | 11     | 12     | M*     | Очки | Підсумкове місце |
| ------------------------ | ------------ | ------ | ------ | ------ | ------ | ------ | ------ | ------ | ------ | ------ | ------ | ------ | ------ | ------ | ---- | ---------------- |
| Бренда Бовскілл          | Лазер радіал | 9      | 30     | 15     | 20     | 10     | 19     | 9      | 20     | 10     | 15     | Н/Д    | Н/Д    | EL     | 157  | 16               |
| Даніель Бойд Ерін Реф'юз | 49erFX       | 5      | 4      | 11     | 16     | 16     | 16     | 18     | 17     | 12     | 18     | 16     | 14     | EL     | 163  | 16               |

Змішаний
| Спортсмен              | Дисципліна | Заплив | Заплив | Заплив | Заплив | Заплив | Заплив | Заплив | Заплив | Заплив | Заплив | Заплив | Заплив | Заплив | Очки | Підсумкове місце |
| Спортсмен              | Дисципліна | 1      | 2      | 3      | 4      | 5      | 6      | 7      | 8      | 9      | 10     | 11     | 12     | M*     | Очки | Підсумкове місце |
| ---------------------- | ---------- | ------ | ------ | ------ | ------ | ------ | ------ | ------ | ------ | ------ | ------ | ------ | ------ | ------ | ---- | ---------------- |
| Люк Ремзі Нікола Гірке | Nacra 17   | 4      | 15     | 8      | 10     | 16     | 9      | 18     | 21     | 15     | 12     | 17     | 9      | EL     | 154  | 15               |

M = Медальний заплив; EL = Вибув – не потрапив до медального запливу

## Стрільба
| Спортсмен   | Дисципліна                               | Кваліфікація | Кваліфікація | Півфінал         | Півфінал         | Фінал            | Фінал            |
| Спортсмен   | Дисципліна                               | Очки         | Місце        | Очки             | Місце            | Очки             | Місце            |
| ----------- | ---------------------------------------- | ------------ | ------------ | ---------------- | ---------------- | ---------------- | ---------------- |
| Лінда Кейко | пневматичний пістолет, 10 метрів (жінки) | 374          | 38           | Н/Д              | Н/Д              | Завершила виступ | Завершила виступ |
| Лінда Кейко | пістолет, 25 метрів (жінки)              | 552          | 38           | Завершила виступ | Завершила виступ | Завершила виступ | Завершила виступ |
| Синтія Меєр | трап (жінки)                             | 67           | 7            | Завершила виступ | Завершила виступ | Завершила виступ | Завершила виступ |

Пояснення до кваліфікації: Q = Пройшов у наступне коло; q = Кваліфікувався щоб змагатись у поєдинку за бронзову медаль

## Плавання
Легенда
- Note–Ranks given for swimming events are the round's ranking
- Q = пройшов у наступне коло напряму
- AM = Americas record
- NR = Національний рекорд
- OR = Olympic Record
- WJR = World Junior Record
- N/A = Коло відсутнє у цій дисципліні

Чоловіки
| Спортсмен                                                   | Дисципліна                        | Попередній заплив | Попередній заплив | Півфінал        | Півфінал        | Фінал           | Фінал           |                 |
| Спортсмен                                                   | Дисципліна                        | Час               | Місце             | Час             | Місце           | Час             | Місце           |                 |
| ----------------------------------------------------------- | --------------------------------- | ----------------- | ----------------- | --------------- | --------------- | --------------- | --------------- | --------------- |
| Санто Кондореллі                                            | 50 м вільним стилем               | 21.83             | 7 Q               | 21.97           | 12              | Завершив виступ | Завершив виступ |                 |
| Юрі Кісіл                                                   | 50 м вільним стилем               | 22.50             | 35                | Завершив виступ | Завершив виступ | Завершив виступ | Завершив виступ |                 |
| Санто Кондореллі                                            | 100 м вільним стилем              | 48.22             | 5 Q               | 47.93           | =3 Q            | 47.88           | 4               |                 |
| Юрі Кісіл                                                   | 100 м вільним стилем              | 48.49             | 11 Q              | 48.28           | =10             | Завершив виступ | Завершив виступ |                 |
| Ryan Cochrane                                               | 400 м вільним стилем              | 3:45.83           | 11                | Н/Д             | Н/Д             | Завершив виступ | Завершив виступ | Завершив виступ |
| Ryan Cochrane                                               | 1500 м вільним стилем             | 14:53.44          | 7 Q               | Н/Д             | Н/Д             | 14:49.61        | 6               |                 |
| Хав'єр Асеведо                                              | 100 м на спині                    | 54.11             | 17                | Завершив виступ | Завершив виступ | Завершив виступ | Завершив виступ |                 |
| Джейсон Блок                                                | 100 м брасом                      | 1:00.71           | 24                | Завершив виступ | Завершив виступ | Завершив виступ | Завершив виступ |                 |
| Ештон Бауманн                                               | 200 м брасом                      | 2:12.61           | 24                | Завершив виступ | Завершив виступ | Завершив виступ | Завершив виступ |                 |
| Санто Кондореллі                                            | 100 м батерфляєм                  | 51.99             | 14 Q              | 51.83 NR        | 12              | Завершив виступ | Завершив виступ |                 |
| Санто Кондореллі Юрі Кісіл Маркус Тормеєр Еван ван Муркерке | Естафета 4 × 100 м вільним стилем | 3:14.06           | 5 Q               | Н/Д             | Н/Д             | 3:14.35         | 7               |                 |
| Хав'єр Асеведо Джейсон Блок Mackenzie Darragh Юрі Кісіл     | Естафета 4 × 100 м комплексом     | 3:36.92           | 16                | Н/Д             | Н/Д             | Завершив виступ | Завершив виступ |                 |
| Річард Вейнбергер                                           | 10 км                             | Н/Д               | Н/Д               | Н/Д             | Н/Д             | 1:53:16.4       | 17              |                 |

Жінки
| Спортсменка                                                                              | Дисципліна                        | Попередній заплив | Попередній заплив | Півфінал         | Півфінал         | Фінал            | Фінал            |
| Спортсменка                                                                              | Дисципліна                        | Час               | Місце             | Час              | Місце            | Час              | Місце            |
| ---------------------------------------------------------------------------------------- | --------------------------------- | ----------------- | ----------------- | ---------------- | ---------------- | ---------------- | ---------------- |
| Шанталь ван Ландегем                                                                     | 50 м вільним стилем               | 24.57             | =8 Q              | 24.61            | 10               | Завершила виступ | Завершила виступ |
| Michelle Williams                                                                        | 50 м вільним стилем               | 24.91             | =18               | Завершила виступ | Завершила виступ | Завершила виступ | Завершила виступ |
| Пенні Олексяк                                                                            | 100 м вільним стилем              | 53.53             | =5 Q              | 52.72 WJR, AM    | 2 Q              | 52.70 OR, WJR    | 1                |
| Шанталь ван Ландегем                                                                     | 100 м вільним стилем              | 53.89             | 9 Q               | 54.00            | 10               | Завершила виступ | Завершила виступ |
| Бріттані Маклін                                                                          | 200 м вільним стилем              | 1:57.74           | 16 Q              | 1:57.36          | 10               | Завершила виступ | Завершила виступ |
| Кетрін Савард                                                                            | 200 м вільним стилем              | 1:57.15           | 13 Q              | 1:57.80          | 15               | Завершила виступ | Завершила виступ |
| Бріттані Маклін                                                                          | 400 м вільним стилем              | 4:03.43           | 5 Q               | Н/Д              | Н/Д              | 4:04.69          | 5                |
| Емілі Оверголт                                                                           | 400 м вільним стилем              | 4:16.24           | 25                | Н/Д              | Н/Д              | Завершила виступ | Завершила виступ |
| Бріттані Маклін                                                                          | 800 м вільним стилем              | 8:26.43           | 10                | Н/Д              | Н/Д              | Завершила виступ | Завершила виступ |
| Домінік Бушар                                                                            | 100 м на спині                    | 1:00.18           | 12 Q              | 1:00.54          | 12               | Завершила виступ | Завершила виступ |
| Кайлі Масс                                                                               | 100 м на спині                    | 59.07             | 3 Q               | 59.06 =NR        | 5 Q              | 58.76 NR         | 3                |
| Домінік Бушар                                                                            | 200 м на спині                    | 2:08.87           | 7 Q               | 2:09.07          | =9               | Завершила виступ | Завершила виступ |
| Гіларі Колдвелл                                                                          | 200 м на спині                    | 2:07.40           | 2 Q               | 2:07.17          | 2                | 2:07.54          | 3                |
| Рейчел Ніколь                                                                            | 100 м брасом                      | 1:06.85           | 11 Q              | 1:06.73          | 8 Q              | 1:06.68          | 5                |
| К'єра Сміт                                                                               | 100 м брасом                      | 1:07.41           | 18                | Завершила виступ | Завершила виступ | Завершила виступ | Завершила виступ |
| Марта Маккейб                                                                            | 200 м брасом                      | 2:28.62           | 23                | Завершила виступ | Завершила виступ | Завершила виступ | Завершила виступ |
| К'єра Сміт                                                                               | 200 м брасом                      | 2:23.69           | 6 Q               | 2:22.87          | 8 Q              | 2:23.19          | 7                |
| Пенні Олексяк                                                                            | 100 м батерфляєм                  | 56.73 NR, WJR     | 3 Q               | 57.10            | 5 Q              | 56.46 NR, WJR    | 2                |
| Ноемі Томас                                                                              | 100 м батерфляєм                  | 58.27             | 17                | Завершила виступ | Завершила виступ | Завершила виступ | Завершила виступ |
| Одрі Лакруа                                                                              | 200 м батерфляєм                  | 2:09.21           | 16 Q              | 2:09.95          | 16               | Завершила виступ | Завершила виступ |
| Сідні Пікрем                                                                             | 200 м комплексом                  | 2:11.06           | 8 Q               | 2:10.57          | 7                | 2:11.22          | 6                |
| Еріка Селтенрайх-Годжсон                                                                 | 200 м комплексом                  | 2:12.56           | 14 Q              | 2:12.53          | 15               | Завершила виступ | Завершила виступ |
| Емілі Оверголт                                                                           | 400 м комплексом                  | 4:36.54           | 8 Q               | Н/Д              | Н/Д              | 4:34.70          | 5                |
| Сідні Пікрем                                                                             | 400 м комплексом                  | 4:38.06           | 12                | Н/Д              | Н/Д              | Завершила виступ | Завершила виступ |
| Сандрін Менвіль Пенні Олексяк Шанталь ван Ландегем Тейлор Рак Michelle Williams[a]       | Естафета 4 × 100 м вільним стилем | 3:33.84 NR        | 3 Q               | Н/Д              | Н/Д              | 3:32.89 NR       | 3                |
| Бріттані Маклін Пенні Олексяк Кетрін Савард Тейлор Рак Кеннеді Госс[a] Емілі Оверголт[a] | Естафета 4 × 200 м вільним стилем | 7:51.99           | 6 Q               | Н/Д              | Н/Д              | 7:45.39 NR       | 3                |
| Кайлі Масс Рейчел Ніколь Пенні Олексяк Тейлор Рак Ноемі Томас Шанталь ван Ландегем       | Естафета 4 × 100 м комплексом     | 3:56.80 NR        | 2 Q               | Н/Д              | Н/Д              | 3:55.49 NR       | 5                |
| Stephanie Horner                                                                         | 10 км                             | Н/Д               | Н/Д               | Н/Д              | Н/Д              | 1:59:22.1        | 23               |

a  Swimmers who participated in the heats only and received medals.

## Синхронне плавання
| Спортсменка               | Дисципліна | Обов'язкова програма | Обов'язкова програма | Довільна програма (попередня) | Довільна програма (попередня)    | Довільна програма (попередня) | Довільна програма (фінал) | Довільна програма (фінал)        | Довільна програма (фінал) |
| Спортсменка               | Дисципліна | Очки                 | Місце                | Очки                          | Загалом (обов'язкова + довільна) | Місце                         | Очки                      | Загалом (обов'язкова + довільна) | Місце                     |
| ------------------------- | ---------- | -------------------- | -------------------- | ----------------------------- | -------------------------------- | ----------------------------- | ------------------------- | -------------------------------- | ------------------------- |
| Жаклін Сімоно Карін Томас | Дуети      | 89.2916              | 7                    | 90.0667                       | 179.3583                         | 7 Q                           | 90.6000                   | 179.8916                         | 7                         |

## Настільний теніс
| Спортсмен   | Дисципліна                  | Попередній раунд   | Раунд 1              | Раунд 2            | Раунд 3              | 1/8 фіналу         | Чвертьфінали       | Півфінали          | Фінал / БМ         | Фінал / БМ       |
| Спортсмен   | Дисципліна                  | Суперник Результат | Суперник Результат   | Суперник Результат | Суперник Результат   | Суперник Результат | Суперник Результат | Суперник Результат | Суперник Результат | Місце            |
| ----------- | --------------------------- | ------------------ | -------------------- | ------------------ | -------------------- | ------------------ | ------------------ | ------------------ | ------------------ | ---------------- |
| Eugene Wang | одиночний розряд (чоловіки) | Bye                | Campos (CUB) W 4–2   | Li (TUR) W 4–0     | Wong C T (HKG) L 4–0 | Завершив виступ    | Завершив виступ    | Завершив виступ    | Завершив виступ    | Завершив виступ  |
| Чжан Мо     | одиночний розряд (жінки)    | Bye                | Matelová (CZE) W 4–3 | Pota (HUN) L 4–1   | Завершила виступ     | Завершила виступ   | Завершила виступ   | Завершила виступ   | Завершила виступ   | Завершила виступ |

## Тхеквондо
| Спортсмен        | Категорія        | 1/8 фіналу         | Чвертьфінали       | Півфінали          | Втішний поєдинок       | Фінал / БМ         | Фінал / БМ |
| Спортсмен        | Категорія        | Суперник Результат | Суперник Результат | Суперник Результат | Суперник Результат     | Суперник Результат | Місце      |
| ---------------- | ---------------- | ------------------ | ------------------ | ------------------ | ---------------------- | ------------------ | ---------- |
| Мелісса Паньотта | до 67 кг (жінки) | Oh H-r (KOR) L 3–9 | Завершила виступ   | Завершила виступ   | Chuang C-c (TPE) L 1–4 | Завершила виступ   | 7          |

## Теніс
| Спортсмен                      | Дисципліна                  | 1/32 фіналу              | 1/16 фіналу                                | 1/8 фіналу                                     | Чвертьфінали                    | Півфінали                                 | Фінал / БМ                     | Фінал / БМ       |
| Спортсмен                      | Дисципліна                  | Суперник Результат       | Суперник Результат                         | Суперник Результат                             | Суперник Результат              | Суперник Результат                        | Суперник Результат             | Місце            |
| ------------------------------ | --------------------------- | ------------------------ | ------------------------------------------ | ---------------------------------------------- | ------------------------------- | ----------------------------------------- | ------------------------------ | ---------------- |
| Вашек Поспішил                 | одиночний розряд (чоловіки) | Монфіс (FRA) L 1–6, 3–6  | Завершив виступ                            | Завершив виступ                                | Завершив виступ                 | Завершив виступ                           | Завершив виступ                | Завершив виступ  |
| Деніел Нестор Вашек Поспішил   | Парний розряд (чоловіки)    | Н/Д                      | Daniell / Вінус (NZL) W 4–6, 6–3, 7–6(8–6) | Elias / Sousa (POR) W 6–1, 6–4                 | Фоніні / Seppi (ITA) W 6–3, 6–1 | López / Надаль (ESP) L 6–7(1–7), 6–7(4–7) | Джонсон / Сок (USA) L 2–6, 4–6 | 4                |
| Ежені Бушар                    | одиночний розряд (жінки)    | Стівенс (USA) W 6–3, 6–3 | Кербер (GER) L 4–6, 2–6                    | Завершила виступ                               | Завершила виступ                | Завершила виступ                          | Завершила виступ               | Завершила виступ |
| Ежені Бушар Габріела Дабровскі | Парний розряд (жінки)       | Н/Д                      | Jans-Ignacik / Kania (POL) W 6–4, 5–7, 6–3 | Шафарова / Стрицова (CZE) L 7–6(7–4), 2–6, 4–6 | Завершила виступ                | Завершила виступ                          | Завершила виступ               | Завершила виступ |

## Тріатлон
| Спортсмен        | Дисципліна | Плавання, 1,5 км | Перехід 1 | Велосипед, 40 км | Перехід 2 | Біг, 10 км | Загалом Time | Місце |
| ---------------- | ---------- | ---------------- | --------- | ---------------- | --------- | ---------- | ------------ | ----- |
| Тайлер Міславчук | чоловіки   | 17:31            | 0:48      | 56:23            | 0:35      | 32:33      | 1:47:50      | 15    |
| Ендрю Йорк       | чоловіки   | 18:17            | 0:48      | 59:10            | 0:35      | 34:36      | 1:52:46      | 42    |
| Сара-Енн Бро     | жінки      | 19:49            | 0:58      | 1:03.56          | 0:43      | 39:02      | 2:04:28      | 42    |
| Amélie Kretz     | жінки      | 19:10            | 0:55      | 1:04.39          | 0:41      | 37:22      | 2:02:48      | 34    |
| Кірстен Світленд | жінки      | 19:11            | 0:58      | 1:04.34          | 0:45      | 38:49      | 2:04:16      | 41    |

## Волейбол

### Пляжний
| Спортсмен                     | Дисципліна | Груповий етап | Місце | 1/8 фіналу                                     | Чвертьфінали                                      | Півфінали          | Фінал / БМ         | Фінал / БМ      |
| Спортсмен                     | Дисципліна | Суперник Результат | Місце | Суперник Результат                             | Суперник Результат                                | Суперник Результат | Суперник Результат | Місце           |
| ----------------------------- | ---------- | --- | ----- | ---------------------------------------------- | ------------------------------------------------- | ------------------ | ------------------ | --------------- |
| Бен Сакстон Хаїм Шальк        | Чоловіки   | Pool D Samoilovs – Šmēdiņš (LAT) L 1 – 2 (17–21, 21–18, 13–15) Олівейра – Solberg (BRA) W 2 – 1 (17–21, 21–18, 16–14) Діас – González (CUB) L 0 – 2 (15–21, 18–21) Lucky Losers Фіялек – Прудель (POL) W 2 – 0 (21–19, 21–18, 16–14) | 3 q   | Броувер – Меувсен (NED) L 0 – 2 (12–21, 15–21) | Завершив виступ                                   | Завершив виступ    | Завершив виступ    | Завершив виступ |
| Джош Бінсток Сем Шехтер       | Чоловіки   | Pool A Серутті – Шмідт (BRA) L 0 – 2 (19–21, 20–22) Карамбула – Ранг'єрі (ITA) L 1 – 2 (18–21, 21–14, 11–15) Допплер – Горст (AUT) L 1 – 2 (19–21, 21–16, 8–15)                                                                      | 4     | Завершив виступ                                | Завершив виступ                                   | Завершив виступ    | Завершив виступ    | Завершив виступ |
| Гезер Бенслі Сара Паван       | жінки      | Pool E van der Vlist – van Gestel (NED) W 2 – 0 (21–15, 21–17) Гайдріх – Цумкер (SUI) W 2 – 0 (21–18, 21–18) Боргер – Бюте (GER) W 2 – 0 (21–19, 21–15)                                                                              | 1 Q   | Бродер – Вальяс (CAN) W 2 – 0 (21–16, 21–11)   | Людвіг – Валкенгорст (GER) L 0 – 2 (14–21, 14–21) | Завершив виступ    | Завершив виступ    | Завершив виступ |
| Джеймі Бродер Крістіна Вальяс | жінки      | Pool D Менегатті – Джомбіні (ITA) W 2 – 1 (15–21, 21–18, 15–9) Людвіг – Валкенгорст (GER) L 0 – 2 (17–21, 11–21) El-Ghobashy – Meawad (EGY) W 2 – 0 (21–12, 21–16)                                                                   | 2 Q   | Бенслі – Паван (CAN) L 0 – 2 (16–21, 11–21)    | Завершив виступ                                   | Завершив виступ    | Завершив виступ    | Завершив виступ |

### У приміщенні

#### Чоловічий турнір
Склад команди
Шаблон:Склад чоловічої збірної Канади з волейболу на літніх Олімпійських іграх 2016
Group A
Шаблон:Підсумкова таблиця в групі A чоловічого турніру з волейболу на літніх Олімпійських іграх 2016
Шаблон:Чоловічий турнір з волейболу на літніх Олімпійських іграх 2016, гра A3
Шаблон:Чоловічий турнір з волейболу на літніх Олімпійських іграх 2016, гра A6
Шаблон:Чоловічий турнір з волейболу на літніх Олімпійських іграх 2016, гра A7
Шаблон:Чоловічий турнір з волейболу на літніх Олімпійських іграх 2016, гра A11
Шаблон:Чоловічий турнір з волейболу на літніх Олімпійських іграх 2016, гра A14
Чвертьфінал
Шаблон:Чоловічий турнір з волейболу на літніх Олімпійських іграх 2016, гра C3

## Важка атлетика
| Спортсмен            | Категорія           | Ривок     | Ривок | Поштовх   | Поштовх | Загалом | Місце |
| Спортсмен            | Категорія           | Результат | Місце | Результат | Місце   | Загалом | Місце |
| -------------------- | ------------------- | --------- | ----- | --------- | ------- | ------- | ----- |
| Паскаль Пламондон    | до 85 кг (чоловіки) | 155       | =12   | 190       | =12     | 345     | 13    |
| Марі-Ев Бошемен-Надо | до 69 кг (жінки)    | 98        | 11    | 130       | 8       | 228     | 9     |

## Боротьба
Легенда:
- VT (ranking points: 5–0 or 0–5) – Перемога на туше.
- PP (ranking points: 3–1 or 1–3) – Перемога за очками – з технічними очками в того, хто програв.
- PO (ranking points: 3–0 or 0–3) – Перемога за очками – без технічних очок в того, хто програв.
- ST (ranking points: 4–0 or 0–4) – Перемога за явної переваги – різниця в очках становить принаймні 8 (греко-римська боротьба) або 10 (вільна боротьба) очок, без технічних очок у того, хто програв.
- SP (ranking points: 4–1 or 1–4) – Перемога за явної переваги – різниця в очках становить принаймні 8 (греко-римська боротьба) або 10 (вільна боротьба) очок, з технічними очками в того, хто програв.

Чоловіки
| Спортсмен      | Категорія | Кваліфікація           | 1/8 фіналу         | Чвертьфінал        | Півфінал           | Втішний поєдинок 1      | Втішний поєдинок 2         | Фінал / БМ         | Фінал / БМ |
| Спортсмен      | Категорія | Суперник Результат     | Суперник Результат | Суперник Результат | Суперник Результат | Суперник Результат      | Суперник Результат         | Суперник Результат | Місце      |
| -------------- | --------- | ---------------------- | ------------------ | ------------------ | ------------------ | ----------------------- | -------------------------- | ------------------ | ---------- |
| Гайслан Гарсія | до 65 кг  | Рамонов (RUS) L 1–7 PP | Завершив виступ    | Завершив виступ    | Завершив виступ    | Вальдес (CUB) W 3+–3 PP | Мандахнаран (MGL) L 0–3 PO | Завершив виступ    | 11         |
| Корі Джарвіс   | до 125 кг | Гасемі (IRI) L 2–5 PP  | Завершив виступ    | Завершив виступ    | Завершив виступ    | Камаль (EGY) W 7–0 PO   | Петріашвілі (GEO) L 2–9 PP | Завершив виступ    | 8          |

Жінки
| Спортсменка      | Категорія | Кваліфікація            | 1/8 фіналу                | Чвертьфінал             | Півфінал                | Втішний поєдинок 1  | Втішний поєдинок 2   | Фінал / БМ              | Фінал / БМ |
| Спортсменка      | Категорія | Суперниця Результат     | Суперниця Результат       | Суперниця Результат     | Суперниця Результат     | Суперниця Результат | Суперниця Результат  | Суперниця Результат     | Місце      |
| ---------------- | --------- | ----------------------- | ------------------------- | ----------------------- | ----------------------- | ------------------- | -------------------- | ----------------------- | ---------- |
| Жасмін М'ян      | до 48 кг  | Bye                     | Sun Yn (CHN) L 4–14 SP    | Завершила виступ        | Завершила виступ        | Завершила виступ    | Завершила виступ     | Завершила виступ        | 12         |
| Джилліан Галлейс | до 53 кг  | Чон М С (PRK) L 0–11 ST | Завершила виступ          | Завершила виступ        | Завершила виступ        | Завершила виступ    | Завершила виступ     | Завершила виступ        | 19         |
| Мішель Фаззарі   | до 58 кг  | Bye                     | Yeşilırmak (TUR) L 1–3 PP | Завершила виступ        | Завершила виступ        | Завершила виступ    | Завершила виступ     | Завершила виступ        | 17         |
| Даніела Лаппаж   | до 63 кг  | Ткач (UKR) L 0–2r VB    | Завершила виступ          | Завершила виступ        | Завершила виступ        | Завершила виступ    | Завершила виступ     | Завершила виступ        | 15         |
| Дороті Їтс       | до 69 кг  | Bye                     | Руебен (NGR) W 11–1 SP    | Досьо (JPN) L 2–7 PP    | Завершила виступ        | Bye                 | Тосун (TUR) W 3–2 PP | Франссон (SWE) L 1–2 PP | 5          |
| Еріка Вібе       | до 75 кг  | Bye                     | Зельмаєр (GER) W 5–0 PO   | Zhang Fl (CHN) W 5–2 PP | Марзалюк (BLR) W 3–0 PO | Bye                 | Bye                  | Манюрова (KAZ) W 6–0 PP | 1          |